# Lista planetelor minore: 245001–246000
Aceasta este lista planetelor minore cu numerele 245001–246000.

## 245001–245100
| Denumire | Denumire provizorie | Data descoperirii | Locul descoperirii | Descoperitor(i) |
| -------- | ------------------- | ----------------- | ------------------ | --------------- |
| 245001 – | 2004 CQ29           | 12 februarie 2004 | Kitt Peak          | Spacewatch      |
| 245004 – | 2004 CN50           | 14 februarie 2004 | Haleakala          | NEAT            |
| 245005 – | 2004 CK53           | 11 februarie 2004 | Palomar            | NEAT            |
| 245013 – | 2004 CJ108          | 15 februarie 2004 | Socorro            | LINEAR          |
| 245016 – | 2004 DH10           | 18 februarie 2004 | Desert Eagle       | W. K. Y. Yeung  |
| 245023 – | 2004 DB69           | 26 februarie 2004 | Kitt Peak          | M. W. Buie      |
| 245034 – | 2004 EE58           | 15 martie 2004    | Catalina           | CSS             |
| 245060 – | 2004 FF147          | 28 martie 2004    | Anderson Mesa      | LONEOS          |
| 245062 – | 2004 GF3            | 9 aprilie 2004    | Siding Spring      | SSS             |
| 245077 – | 2004 JV1            | 10 mai 2004       | Reedy Creek        | J. Broughton    |

## 245101–245200
| Denumire             | Denumire provizorie | Data descoperirii  | Locul descoperirii | Descoperitor(i)       |
| -------------------- | ------------------- | ------------------ | ------------------ | --------------------- |
| 245106 –             | 2004 PL70           | 7 august 2004      | Campo Imperatore   | CINEOS                |
| 245110 –             | 2004 PO97           | 15 august 2004     | Pla D'Arguines     | Pla D'Arguines        |
| 245144 –             | 2004 RB288          | 15 septembrie 2004 | 7300 Observatory   | W. K. Y. Yeung        |
| 245158 Thomasandrews | 2004 TU18           | 13 octombrie 2004  | Jarnac             | T. Glinos, D. H. Levy |

## 245201–245300
| Denumire | Denumire provizorie | Data descoperirii | Locul descoperirii | Descoperitor(i)             |
| -------- | ------------------- | ----------------- | ------------------ | --------------------------- |
| 245252 – | 2004 YZ26           | 19 decembrie 2004 | Mount Lemmon       | Mount Lemmon Survey         |
| 245263 – | 2005 AH29           | 14 ianuarie 2005  | Kvistaberg         | Uppsala-DLR Asteroid Survey |
| 245279 – | 2005 BZ32           | 16 ianuarie 2005  | Mauna Kea          | C. Veillet                  |
| 245280 – | 2005 BK48           | 17 ianuarie 2005  | La Silla           | A. Boattini, H. Scholl      |
| 245299 – | 2005 CK69           | 7 februarie 2005  | Marly              | P. Kocher                   |

## 245301–245400
| Denumire | Denumire provizorie | Data descoperirii | Locul descoperirii | Descoperitor(i) |
| -------- | ------------------- | ----------------- | ------------------ | --------------- |
| 245312 – | 2005 EQ37           | 7 martie 2005     | Junk Bond          | Junk Bond       |
| 245366 - | 2005 GS             | 1 aprilie 2005    | Kleť               | Kleť            |

## 245401–245500
| Denumire       | Denumire provizorie | Data descoperirii | Locul descoperirii | Descoperitor(i)  |
| -------------- | ------------------- | ----------------- | ------------------ | ---------------- |
| 245413 –       | 2005 JE22           | 4 mai 2005        | Cordell-Lorenz     | D. T. Durig      |
| 245417 Rostand | 2005 JA46           | 9 mai 2005        | Saint-Sulpice      | B. Christophe    |
| 245421 –       | 2005 JW63           | 4 mai 2005        | Kitt Peak          | Deep Lens Survey |
| 245443 –       | 2005 JP174          | 11 mai 2005       | Cerro Tololo       | M. W. Buie       |
| 245451 -       | 2005 LV             | 1 iunie 2005      | Bergisch Gladbach  | W. Bickel        |
| 245486 –       | 2005 PF17           | 13 august 2005    | Wrightwood         | J. W. Young      |
| 245494 –       | 2005 QX56           | 29 august 2005    | Gnosca             | S. Sposetti      |

## 245501–245600
| Denumire | Denumire provizorie | Data descoperirii  | Locul descoperirii | Descoperitor(i) |
| -------- | ------------------- | ------------------ | ------------------ | --------------- |
| 245506 - | 2005 RV             | 2 septembrie 2005  | Mallorca           | Mallorca        |
| 245521 – | 2005 SG113          | 26 septembrie 2005 | Črni Vrh           | Črni Vrh        |
| 245536 – | 2005 SR285          | 25 septembrie 2005 | Apache Point       | A. C. Becker    |
| 245539 – | 2005 TO52           | 12 octombrie 2005  | Calvin-Rehoboth    | L. A. Molnar    |
| 245552 – | 2005 UF8            | 27 octombrie 2005  | Ottmarsheim        | C. Rinner       |
| 245568 – | 2005 UR150          | 26 octombrie 2005  | Goodricke-Pigott   | R. A. Tucker    |

## 245601–245700
| Denumire | Denumire provizorie | Data descoperirii | Locul descoperirii | Descoperitor(i) |
| -------- | ------------------- | ----------------- | ------------------ | --------------- |
| 245629 – | 2005 XK27           | 6 decembrie 2005  | Junk Bond          | D. Healy        |

## 245801–245900
| Denumire           | Denumire provizorie | Data descoperirii | Locul descoperirii | Descoperitor(i) |
| ------------------ | ------------------- | ----------------- | ------------------ | --------------- |
| 245857 –           | 2006 MA13           | 23 iunie 2006     | Lulin Observatory  | Q.-z. Ye        |
| 245877 –           | 2006 QU             | 17 august 2006    | Piszkéstető        | K. Sárneczky    |
| 245882 –           | 2006 QJ36           | 23 august 2006    | Pla D'Arguines     | R. Ferrando     |
| 245890 Krynychenka | 2006 QE58           | 25 august 2006    | Andrushivka        | Andrushivka     |

## 245901–246000
| Denumire           | Denumire provizorie | Data descoperirii  | Locul descoperirii | Descoperitor(i) |
| ------------------ | ------------------- | ------------------ | ------------------ | --------------- |
| 245943 Davidjoseph | 2006 RZ114          | 14 septembrie 2006 | Mauna Kea          | J. Masiero      |
| 245983 –           | 2006 SG198          | 26 septembrie 2006 | Moletai            | MAO             |